# Pogromo

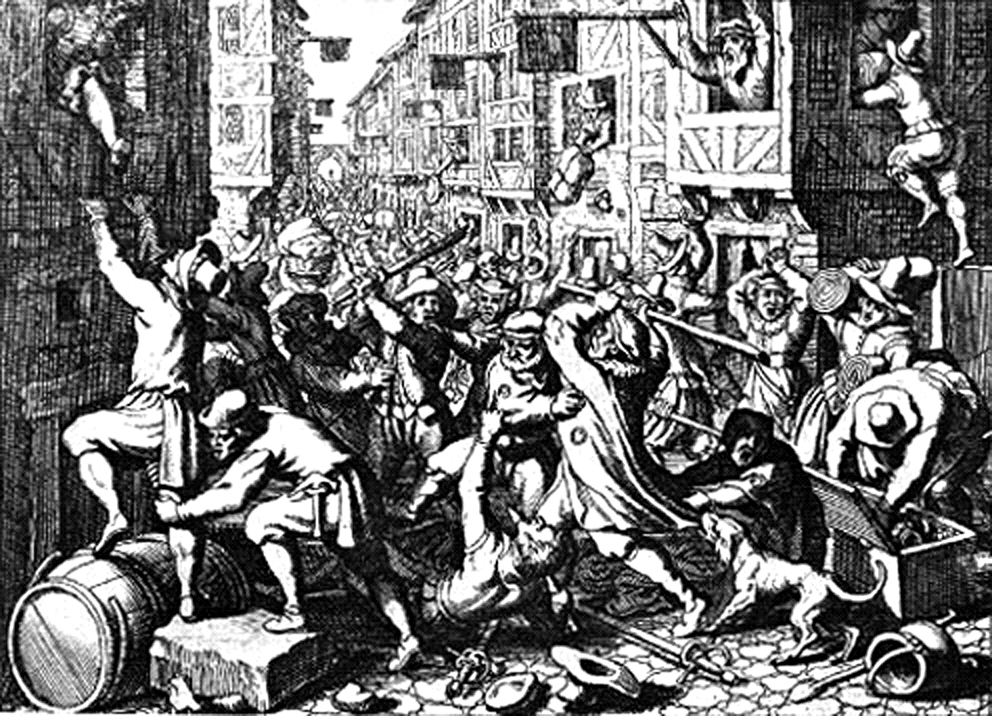
Pogromo contra los judíos en Fráncfort el 22 de agosto de 1614.

Un pogromo (del ruso погром, pogrom: ‘devastación’) es el linchamiento multitudinario, espontáneo o premeditado de un grupo particular, étnico o religioso, acompañado de la destrucción o el expolio de sus bienes (casas, tiendas, centros religiosos, etcétera). 
El término fue acuñado en el siglo XIX para designar actos de violencia contra los judíos del Imperio Ruso. Posteriormente se ha aplicado para otros grupos y lugares y para épocas tanto anteriores como posteriores.

## Historia
El origen histórico de la palabra se remonta a 1881, cuando el zar Alejandro II fue asesinado en la ciudad de San Petersburgo por Ignacy Hryniewiecki, lo cual produjo en la Rusia meridional una oleada de violencia que se prolongó hasta 1884. Se calcula que, como consecuencia del pogromo, cerca de dos millones de judíos rusos emigraron a los Estados Unidos y Argentina en el periodo comprendido entre 1880 y 1920. No fue el único brote antisemita ocurrido en Rusia: son numerosos los pogromos documentados durante la Revolución rusa de 1917 y la posterior guerra civil rusa (1918-1921); así, durante la Revolución bolchevique, los judíos acaudalados, como el resto de las clases acomodadas, fueron perseguidos con dureza. Por otro lado, el apoyo a la revolución por parte de colectivos judíos menos favorecidos motivó su posterior represión por el  Ejército Blanco.
Antes de que la palabra fuera reconocida, hubo otros actos de violencia indiscriminada: los de 1096, durante la Primera Cruzada, fueron los primeros en ser documentados. Otras cruzadas también inspiraron este tipo de violencia no sancionada por las autoridades o hasta motivada por ellas mismas. Asimismo, se califica como pogromo la persecución de judíos en la Europa del siglo XIV, por habérseles acusado de provocar un brote de peste negra.
Los pogromos no acabaron con la Segunda Guerra Mundial. En 1946 estalló uno en Kielce (Polonia): murieron cuarenta y dos judíos, y medio centenar fueron heridos. En enero de 1990, la minoría armenia en Bakú (la capital de Azerbaiyán) fue expulsada y atacada en el «enero negro»; unos 400 armenios murieron en varios días de pogromo, cientos resultaron heridos, y todos los 36 000 armenios (de un total de 220 000 en 1987) que no habían abandonado la ciudad entre 1988 y 1989, tuvieron que huir vía ferry a Turkmenistán, o en avión a Rusia o Armenia.

## Pogromos contra judíos

### En Rusia

#### Rusia zarista

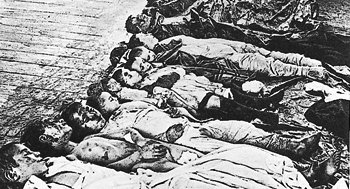
Víctimas judías del pogromo en Ekaterinoslav, 1905.

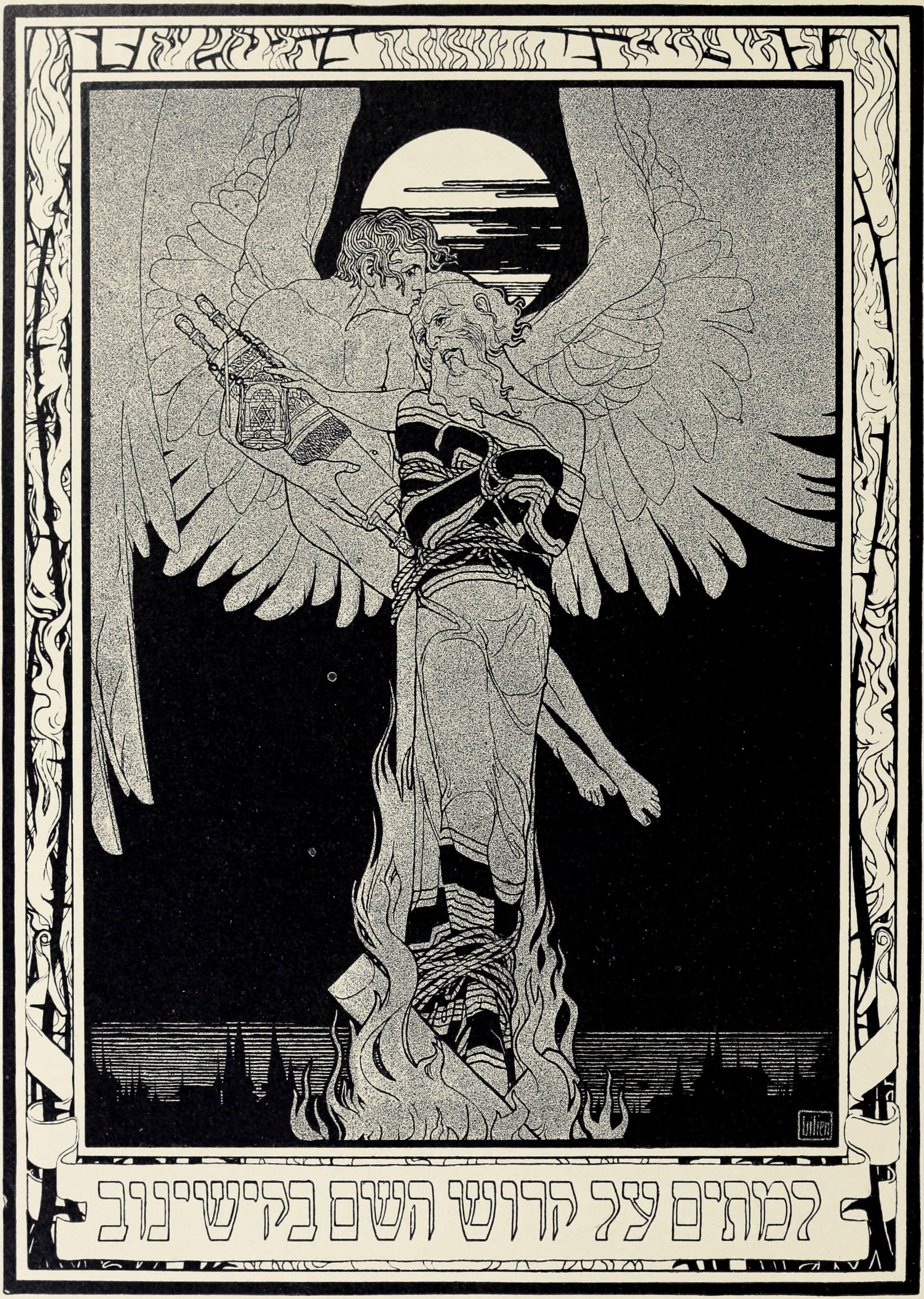
Ephraim Moses Lilien, A los mártires del pogromo de Chisináu (Chisináu), estampa, 1903.

Los ataques violentos contra judíos se remontan al menos a las Cruzadas o incluso antes (véase Castillo de York), pero el vocablo «pogromo» referido a una algarada antisemita premeditada sólo empezaría a emplearse a principios del siglo XIX. Se cree que el primer pogromo así llamado se dio durante los disturbios de 1821 en Odesa, tras la muerte del patriarca griego ortodoxo en Constantinopla, durante la cual se asesinó a 14 judíos. Otras fuentes, como la Enciclopedia Judía, datan el primer pogromo en 1859, ocurrido en Odesa. El término se hizo común tras una serie de altercados violentos antijudíos que asolaron el sur de la Rusia Imperial (moderna Polonia, Ucrania, Moldavia) en el período 1881-1884, después de que se acusara sin evidencia alguna a los judíos como culpables del asesinato del zar Alejandro II.
Durante dicha oleada de ataques, se destruyeron miles de hogares judíos, muchas familias se vieron condenadas a la pobreza extrema, un número incierto de mujeres fueron violadas; en 166 ciudades rusas se produjeron numerosísimos asesinatos de hombres, mujeres y niños. El nuevo zar Alejandro III culpó a los judíos de estos sucesos y promulgó duras restricciones a la comunidad judía. Los pogromos continuaron durante más de tres años acompañados por la inactividad, cuando no cooperación, por parte de las autoridades.

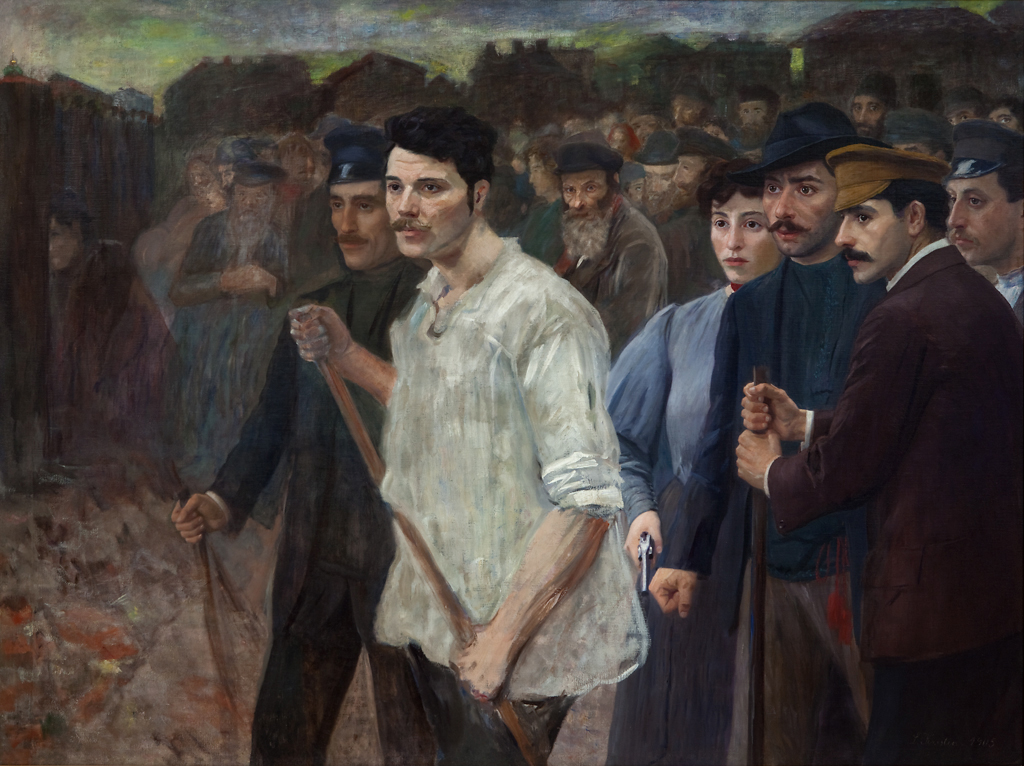
Cuadro de Lazar Krestin titulado Nacimiento de la resistencia judía, pintado en 1905 tras el primer pogromo de Chisináu.

Una oleada aún más sangrienta de pogromos se desencadenaría en el período 1903-1906, dejando tras de sí un balance de 2000 judíos muertos y muchos más heridos. The New York Times describió así el primer pogromo de Chisináu, sucedido en la Pascua de 1903:

Los disturbios antisemitas en Chisinau, Besarabia, son peores de lo que la censura permitirá publicar. Estaba sobradamente planeada una masacre generalizada contra los judíos el día siguiente a la Pascua rusa. La turba estaba dirigida por sacerdotes, y el lema general, "Matad a los judíos", fue repetido por toda la ciudad. Los judíos fueron tomados por sorpresa y acabaron masacrados como corderos. El número de víctimas ascendió a 120 y el de heridos a 500. Las escenas de horror de esta matanza están más allá de cualquier descripción. Los bebés fueron literalmente despedazados por la turba frenética y sedienta de sangre. La policía local no realizó ningún esfuerzo para impedir el reinado del terror. A la puesta del sol, las calles estaban repletas de cadáveres y heridos. Aquellos que pudieron escapar de la muerte huyeron de la ciudad, ahora prácticamente vacía de judíos.»

Al menos algunos de los pogromos fueron organizados o apoyados por la policía secreta zarista, la Ojrana. Hechos como la indiferencia de la policía rusa o el ejército fueron informados, por ejemplo, durante los tres días del pogromo de Chisináu de 1903, así como en ciertos artículos incendiarios de tendencia antijudía aparecidos en la prensa con anterioridad, indicio de que la policía sabía con antelación de algunos pogromos y optó por no actuar. Algunos miembros del ejército también participaron en las matanzas de Białystok (junio de 1906) y Siedlce (septiembre de 1906). El movimiento antisemita más activo durante este período fue el de las Centurias Negras, que participaría en las masacres.
Incluso con excepción de estas explosiones de violencia, los pogromos fueron comunes: hubo disturbios y actos violentos contra los judíos en Odesa en 1859, 1871, 1881, 1886 y 1905, cuyo saldo fue de cientos de víctimas.

#### Durante la Revolución rusa
Durante la Revolución rusa de 1917 y la posterior Guerra Civil se produjeron numerosos pogromos: se estima que entre 70 000 y 250 000 judíos civiles fueron asesinados en todo el extinto Imperio ruso; el número de judíos huérfanos superó los 300 000. En el libro 200 años juntos, Aleksandr Solzhenitsyn aporta las siguientes cifras extraídas del estudio de Nahum Gergel (1951) sobre las masacres en Ucrania: de 887 pogromos contabilizados, se le achaca un 40 % a las fuerzas ucranianas nacionalistas, el ejército Blanco y los soldados de Petliura. El gobierno bolchevique no tenía una política antisemita: los pogromos zaristas se dirigían contra los intelectuales y activistas políticos ligados al movimiento revolucionario. Frente a esto, el Ejército blanco, ligado al zarismo derrocado, estaba embebido de las tradiciones antisemitas del antiguo régimen ruso. Solo en la pequeña ciudad de Fastov, el Ejército Voluntario de Denikin asesinó a más de 1500 personas judías. Se calcula que entre 100 000 y 150 000 judíos en Ucrania y el sur de Rusia fueron asesinados en pogromos perpetrados por las fuerzas de Denikin o partisanos nacionalistas de Simon Petliura.

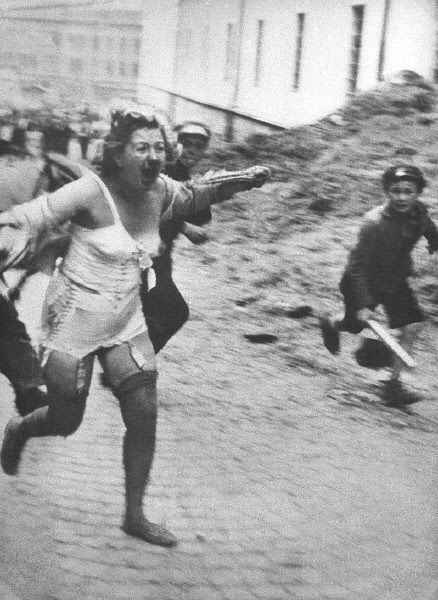
Leópolis (Ucrania), 1941

### Fuera de Rusia
Los pogromos se extendieron a través de la Europa Central y Oriental: de hecho, se han dado disturbios antisemitas en varios países. 
En 1911 ocurrió la Matanza de chinos de Torreón dónde mexicanos llevaron a cabo un pogromo contra la comunidad china local. 
En 1918 y durante los años 30 hubo pogromos esporádicos en Polonia; en dicho país tuvo lugar la Masacre de Jedwabne durante la Segunda Guerra Mundial y el pogromo de Kielce en 1946.
En Argentina, hubo un pogromo contra los extranjeros en general (y en especial contra los judíos, en la llamada «caza del ruso», gentilicio con el que aún hoy se identifica a los judíos en el país) organizada por la ultraderechista Liga Patriótica Argentina durante la Semana Trágica. 
En 1927 hubo pogromos en Oradea (Rumanía). En 1929, en Palestina tuvo lugar la matanza de Hebrón, perpetrada por árabes palestinos contra las comunidades judías de Jerusalén y alrededores. 
La Noche de los Cristales Rotos, ocurrida en Alemania en noviembre de 1938, es considerada el mayor pogromo de la historia, parte del Holocausto.
En el mundo árabe se produjeron varios, que desempeñaron un papel fundamental en la emigración masiva desde países árabes a Israel. En 1945, un disturbio antijudío en Trípoli (Libia) cobró 140 víctimas, y en el de Farhud, en Irak, hubo entre 200 y 400 judíos muertos.

### Efecto de los pogromos
Con los primeros pogromos de finales del siglo XIX, se produjo un impacto en la opinión pública mundial y, junto con las duras leyes promulgadas, una numerosa emigración judía. Dos millones de judíos huyeron de Rusia entre 1880 y 1913, sobre todo a Estados Unidos. 
En respuesta a estos pogromos y las opresiones del período zarista, los judíos empezaron a ejercer el activismo político. El Sindicato General Judío Laborista, coloquialmente llamado "El Dique", y la participación judía en los movimientos bolcheviques se vieron directamente influidos por los pogromos. De manera similar, la organización de ligas de autodefensa judías (que contuvieron a los pogromistas en ciertos lugares, como durante el segundo pogromo de Chisináu), tales como Hibbat Zion, derivaron en una difusión del sionismo, especialmente entre los judíos rusos.

## Uso moderno: ataques a otras comunidades
Numerosos grupos étnicos han sido víctimas de este tipo de algaradas premeditadas, en diversas ocasiones y países.  
En el pogromo de Estambul de 1955, por ejemplo, una turba numerosísima de turcos atacó a personas de origen griego. 
En julio de 1977, a consecuencia de la victoria electoral del Partido Nacional Unido en Sri Lanka, se produjo un pogromo anti tamil respaldado por el gobierno. 
Un ejemplo moderno de disturbio racial calificado por algunos como pogromo fueron los sucesos de agosto de 1991 en Crown Heights, Brooklyn. 
La masacre contra los sijes de 1984 en India que ocurrieron tras el asesinato de la primera ministra Indira Gandhi son considerados un pogromo contra la comunidad sij en Delhi. Tras los disturbios de 2002 en Guyarat (India), se acusó al gobierno indio de promover un pogromo antimusulmán (por su parte, el gobierno achacó la causa al terrorismo).
En la Federación Rusa, grupos de skinheads han atacado a comerciantes originarios del Cáucaso: el 21 de abril de 2001 en el mercado de Yásenevo, un barrio periférico de Moscú; el 30 de octubre del mismo año, en el mercado de Tsarítsyno de Moscú; y el 9 de septiembre de 2004, en Ekaterinburgo, donde causaron varios muertos además de la destrucción de numerosos comercios.
Pogromo contra la población serbia del 17 al 18 de marzo de 2004, en la provincia serbia administrada por la ONU de Kosovo-Metohija.
En enero de 2019, tras el asesinato de una mujer ecuatoriana embarazada a manos de un venezolano en Ibarra (Ecuador), se produjeron una serie de ataques contra los migrantes en Ecuador, incluyendo desalojos forzosos y quema de bienes.

### Pogromos contra palestinos
El 26 de febrero de 2023, un grupo de colonos y soldados israelíes atacaron la ciudad palestina de Huwara, cerca de Nablus. En el ataque mataron a un hombre e hirieron a decenas, además de quemar multitud de coches y viviendas. Entre otros, el jefe del Comando Central del ejército israelí, Yuval Fuchs, y el periodista del diario israelí Haaretz Gideon Levy calificaron el ataque de «pogromo».
Del 12 al 20 de abril de 2024, colonos israelíes atacaron ocho poblaciones palestinas de Cisjordania, matando a cinco personas e incendiando viviendas, coches y árboles frutales.
El 16 de agosto de 2024, una vez más colonos israelíes asaltaron una población palestina de Cisjordania, esta vez Jit. Quemaron casas y coches, mataron a un hombre e hirieron a otro. El propio presidente de Israel, Isaac Herzog, calificó el acto de «pogromo». Tropas israelíes presenciaron el asalto pero no hicieron nada para detenerlo.